# Zimske olimpijske igre 1980
Zimske olimpijske igre 1980 (uradno XIII. zimske olimpijske igre) so bile zimske olimpijske igre, ki so potekale leta 1980 v Lake Placidu, New York, ZDA. Drug gostiteljski kandidat je bil samo Vancouver-Garibaldi (Britanska Kolumbija, Kanada), ki je odstopil pred finalnih glasovanjem.